# Pomacea diffusa
Pomacea diffusa és una espècie de mol·lusc gastròpode d'aigua dolça de la família Ampullaridae, originària de l'Amèrica del Sud. El gènere conté els caragols d'aigua dolça més grans de la terra. A Àsia i Europa és considerada com una espècie invasora. A la Unió Europea el seu transport, comerç i tinença són prohibits. Fins fa poc es pensava que era una subespècie de P. bridgesii, però recerques genètiques van provar que es tracta de dues espècies diferents.

## Descripció

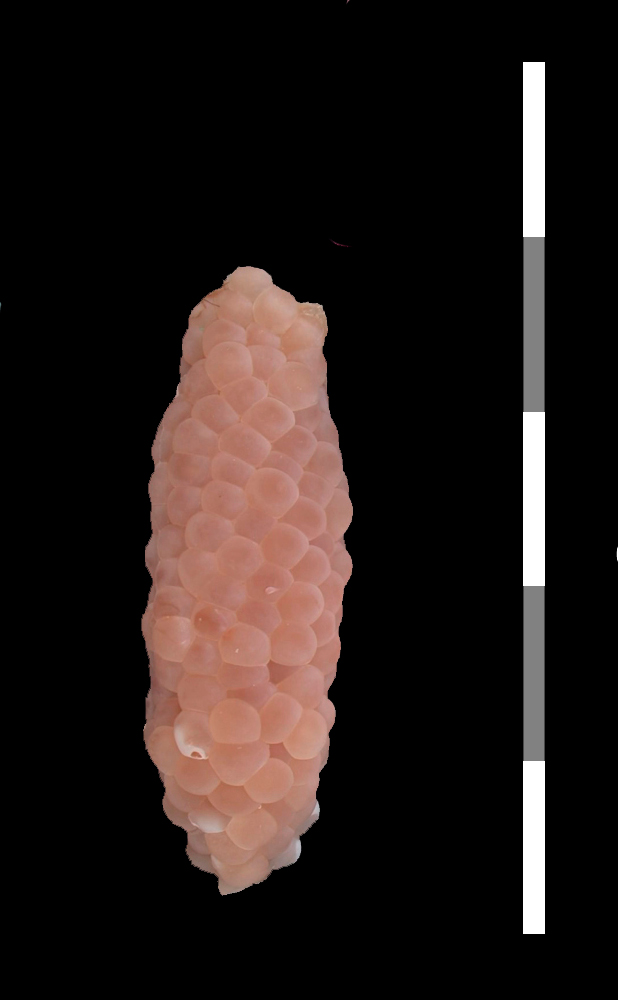
Raïm d'ous de color rosa pàllid

La conquilla petita i relativament allargassada és de color groc, verdós o bru, sovint amb línies espirals evidents, d'amplada diversa. L'espira és llarga i esmolada amb voltes planes per dalt i sutura en angle recte, i coronada d'una agulla esmolada. L'obertura és petita i ovalada, d'un ample de 40 a 50 mm i una alçada de 45 a 65 mm. El cos tou és de color groc a negrós, amb taques grogues a l'aparell bucal. Els ous de color rosa pàl·lid es posen en rams de 200 a 600 unitats ben enganxats. Són herbívors, però prefereixen plantes mortes o podrides, només mengen plantes vives quan no hi ha res de podrit, una de les raons majors perquè són estimats a aquaris. Són cargols moderadament amfibis, i principalment actius la nit.

## Distribució
És originari de Bolívia. Com les altres espècies de cargol poma, s'ha probablement introduït als anys 1990 als Estats Units i Europa per aficionats d'aquaris que en tenien com a mascotes i que n'han deixat escapar o han llençat equip o aigua bruta amb manca de cura, i ràpidament ha proliferat als estats meridionals, Hawaii i Àsia.